# Axel Davidson
Johan Axel Leonard Davidson, född den 28 september 1865 i Torpa församling, Kronobergs län, död den 21 april 1926 i Stockholm, var en svensk präst. 
Davidson blev student vid Lunds universitet 1885 och avlade prästexamen i Uppsala 1890. Han prästvigdes sistnämnda år, utnämndes till komminister i Åtvids församling i Linköpings stift 1893, men blev samma år pastorsadjunkt i Kungsholms församling i Stockholm, pastoratsadjunkt där 1902 och komminister där 1918. Davidson var predikant vid Serafimerlasarettet i Stockholm 1895–1903. Han blev regementspastor vid Svea trängkår 1897, vid Svea ingenjörkår 1899, sekreterare i Svenska Jerusalemsföreningen 1908, utgivare av dess tidskrift 1910 samt inspektor för Kungsholms läroverk för flickor 1918. Davidson var ordenskaplan 1913–1923. Han publicerade Kristendom och mission i Palestina (1922). Davidson blev ledamot av Vasaorden 1921. Han vilar på Norra begravningsplatsen utanför Stockholm.